# Adam Wikman
Adam Wikman, né le 15 décembre 2003 en Suède, est un footballeur suédois qui évolue au poste de milieu central à l'IK Sirius.

## Biographie

### En club
Né en Suède, Adam Wikman est formé par l'IK Sirius. Il joue son premier match en professionnel avec ce club, le 10 juillet 2021, lors d'une rencontre d'Allsvenskan, l'élite du football suédois, face au Malmö FF. Il entre en jeu et son équipe s'incline par quatre buts à zéro
Le 1er septembre 2021, il signe un premier contrat d'apprentissage avec l'IK Sirius.
C'est également contre le Malmö FF que Wikman inscrit son premier but en professionnel, le 19 juillet 2024, en championnat. Titulaire ce jour-là, il voit son équipe s'incliner par quatre buts à trois.

### En sélection
Adam Wikman représente l'équipe de Suède des moins de 20 ans, jouant son premier match le 15 juin 2023 face au Liechtenstein. Il est titularisé et son équipe s'impose par quatre buts à zéro.

## Vie privée
Adam Wikman est le fils de Magnus Wikman, ancien footballeur ayant joué pour l'IK Sirius et qui est ensuite devenu entraîneur. Son frère, Samuel Wikman est également footballeur professionnel.